# Episodi di Adventure Time (ottava stagione)
L'ottava stagione di Adventure Time è andata in onda negli Stati Uniti a partire dal 26 marzo 2016. Successivamente è approdata in Italia, sempre su Cartoon Network.
| Nº  | Nº | Titolo originale                            | Titolo italiano                                          | Prima TV         | Prima TV italiana |
| --- | -- | ------------------------------------------- | -------------------------------------------------------- | ---------------- | ----------------- |
| 226 | 1  | Broke His Crown                             | La corona di Re Ghiaccio è in tilt                       | 26 marzo 2016    |                   |
| 227 | 2  | Don't Look                                  | Non guardarmi                                            | 2 aprile 2016    |                   |
| 228 | 3  | Beyond the Grotto                           | Un'avventura particolare                                 | 9 aprile 2016    |                   |
| 229 | 4  | Lady Rainicorn in the Crystal Dimension     | Il panino della distruzione                              | 16 aprile 2016   |                   |
| 230 | 5  | I Am a Sword                                | Finnspada                                                | 23 aprile 2016   |                   |
| 231 | 6  | Bun Bun                                     | Cannella                                                 | 5 maggio 2016    |                   |
| 232 | 7  | Normal Man                                  | Omino Normale                                            | 12 maggio 2016   |                   |
| 233 | 8  | Elemental                                   | La reincarnazione dei quattro elementi                   | 19 maggio 2016   |                   |
| 234 | 9  | Five Short Tables                           | Cinque brevi tavole                                      | 26 maggio 2016   |                   |
| 235 | 10 | The Music Hole                              | La battaglia delle band                                  | 23 giugno 2016   |                   |
| 236 | 11 | Daddy-Daughter Card Wars                    | Il torneo di carte bellicose                             | 7 luglio 2016    |                   |
| 237 | 12 | Preboot                                     | Il dottor Disgusto                                       | 19 novembre 2016 |                   |
| 238 | 13 | Reboot                                      | Finn in pericolo                                         | 19 novembre 2016 |                   |
| 239 | 14 | Two Swords                                  | Finn d'Erba                                              | 23 gennaio 2017  | 17 aprile 2017    |
| 240 | 15 | Do No Harm                                  | Dottor Finn                                              | 23 gennaio 2017  | 18 aprile 2017    |
| 241 | 16 | Wheels                                      | Sfida allo skatepark                                     | 24 gennaio 2017  | 14 aprile 2017    |
| 242 | 17 | High Strangeness                            | Creature dallo spazio                                    | 25 gennaio 2017  | 14 aprile 2017    |
| 243 | 18 | Horse and Ball                              | Il ritorno di James Baxter                               | 26 gennaio 2017  | 17 aprile 2017    |
| 244 | 19 | Jelly Beans Have Power                      | Le caramelle hanno potere                                | 27 gennaio 2017  | 18 aprile 2017    |
| 245 | 20 | The Invitation ("Islands" Part 1)           | L'invito ("Rotta sull'isola" Parte 1)                    | 30 gennaio 2017  | 10 aprile 2017    |
| 246 | 21 | Whipple the Happy Dragon ("Islands" Part 2) | Strani incontri nell'oceano ("Rotta sull'isola" Parte 2) | 30 gennaio 2017  | 10 aprile 2017    |
| 247 | 22 | Mysterious Island ("Islands" Part 3)        | Naufraghi ("Rotta sull'isola" Parte 3)                   | 31 gennaio 2017  | 11 aprile 2017    |
| 248 | 23 | Imaginary Resources ("Islands" Part 4)      | La realtà virtuale ("Rotta sull'isola" Parte 4)          | 31 gennaio 2017  | 11 aprile 2017    |
| 249 | 24 | Hide and Seek ("Islands" Part 5)            | Nascondersi ("Rotta sull'isola" Parte 5)                 | 1º febbraio 2017 | 12 aprile 2017    |
| 250 | 25 | Min & Marty ("Islands" Part 6)              | Minerva e Martin ("Rotta sull'isola" Parte 6)            | 1º febbraio 2017 | 12 aprile 2017    |
| 251 | 26 | Helpers ("Islands" Part 7)                  | Finn conosce sua madre ("Rotta sull'isola" Parte 7)      | 2 febbraio 2017  | 13 aprile 2017    |
| 252 | 27 | The Light Cloud ("Islands" Part 8)          | Via dall'isola ("Rotta sull'isola" Parte 8)              | 2 febbraio 2017  | 13 aprile 2017    |

## La corona di Re Ghiaccio è in tilt
Marceline invita Gommarosa al regno di ghiaccio dove vengono accolti da un felice Re Ghiaccio. Ben presto scoprono però che la corona di Simon ha qualcosa che non va, perché anche Re Ghiaccio dà improvvisamente i numeri. Le due entrano allora nella corona per ripararla e scoprono che c'è una specie di labirinto, dove incontrano il dinosauro Gunther, primo ad aver indossato la corona, il quale le accompagna da Simon in forma umana; infatti nella corona ci sono le coscienze degli individui che indossano, o hanno indossato in passato la corona. Simon, dopo aver ascoltato il motivo per cui Gommarosa e Marceline sono li, le accompagna per il labirinto, scoprendo insieme a loro che la causa del malfunzionamento della corona è dovuto all'intelligenza artificiale che la fidanzata di Simon, Betty, aveva installato la volta che aveva rubato il manufatto; il suo scopo era quello di riprogrammare la corona in modo da "liberare" Simon, ma senza saperlo rischia di causare un danno irreparabile. Dato che catturarla è alquanto difficile, Simon riesce a ragionare con "Betty", eliminando il malware da lei provocato e ripristinando la corona. Gommarosa e Marceline ritornano al mondo reale, non dicendo niente a Re Ghiaccio sul comportamento strano che aveva assunto quando la corona era rotta.

## Non guardarmi
Finn e Jake si recano sulla Montagna Addormentata alla ricerca di un tesoro. Secondo un'antica leggenda, chi lo trova può esprimere il desiderio di cambiare sé stesso, ma deve fare attenzione a non fissare negli occhi l'eremita che lo protegge altrimenti accadrà qualcosa di terribile. Purtroppo Finn si dimentica dell'avvertimento e, nel momento esatto in cui lo guarda, gli occhi dell'eremita rimpiazzano i suoi. Il risultato è che ogni volta che Finn guarda i suoi amici, loro cambiano aspetto in base a come lui li vede, fin quando, per sbaglio, non trasforma Cingolino in un vero microonde. Convinto di averlo ucciso, si reputa un mostro fino ad assumerne le sembianze. Ma grazie a Jake, Gommarosa, Baffo, Re Ghiaccio e Shelby, riesce a ritornare normale e a trasformare Cingolino di nuovo in un essere animato.

## Un'avventura particolare
Finn e Jake, mentre inseguono il Lardo di Mare, entrano nel laghetto fuori dalla casa-albero e arrivano nella grotta delle sirene. Da lì, passando per un vortice, attraversano un portale che li conduce in uno strano mondo parallelo.

## Il panino della distruzione
TV viene rapito dall'iridello Lee, ex fidanzato di Lady, che lo porta nella Dimensione di Cristallo per ottenere il Panino della Distruzione, mangiato per sbaglio dal cagnolino. Alla fine TV viene salvato da sua madre Lady e decide di rimanere nella Dimensione di Cristallo per diventare più indipendente.

## Finnspada
Durante un'escursione per catturare un bandito, Finn e Jake giungono ad un ponte sospeso, dove l'eroe perde la sua spada cercando di far colpo sull'amico; i due la cercano a lungo, ma invano. La notte stessa e quelle dopo ancora, Finn ha degli incubi riguardanti la sua arma e, nonostante gli sforzi di Jake per tranquillizzarlo, non sembrano finire nemmeno rimanendo alzati. Ben presto si accorge che la spada stia cercando di mandargli telepaticamente una richiesta d'aiuto nella speranza di venire riscattata dal pericoloso criminale che la sta utilizzando per commettere crimini per tutto il reame. Finn riceve il messaggio e si mette all'inseguimento del delinquente, che si rivelerà essere la malefica Principessa Bandita. I due iniziano a combattere, tuttavia il ragazzo, inizialmente in difficoltà, fa uso della misteriosa Spada d'Erba 'instillata' nel suo corpo, ma finisce per danneggiare la sua Finn Spada nelle mani della Bandita, che si dà immediatamente alla fuga. Jake porta a casa il corpo svenuto dell'amico, mentre la spada emette uno strano bagliore verde nel punto in cui è stata colpita, come se la Spada d'Erba l'avesse contaminata.

## Cannella
Gommarosa crea una piccola versione di Cannello, una bambina chiamata Cannella, per fargli compagnia nel Regno di Fuoco. Però Cannella libera per sbaglio il vecchio Re Fiamma, che vuole riconquistare il suo trono. Alla fine comunque Cannella convince il re a rimanere in una caverna a governare degli scoiattoli, inoltre decide di rimanere con lui per farlo diventare buono.

## Omino Normale
La piccola manticora decide di rapire la testa fluttuante di Glob per vendicarsi di Omino Normale, perciò il marziano chiede aiuto a Finn e Jake per salvare il fratello. Alla fine Omino Normale, cambiato e diventato buono, fa ritorno su Marte per governare il pianeta, mentre Glob torna a fluttuare nello spazio intorno alla Terra insieme a Grob, Gob e Grod.

## La reincarnazione dei quattro elementi
Finn, Jake e Re Ghiaccio trovano nei sotterranei del Castello di Ghiaccio Pazienza St. Pim, elementale del ghiaccio del passato che si congeló per evitare la catastrofe scatenata dall'esplosione della Bomba Fungo. Pazienza rivela intenzioni malvagie, dato che vuole riportare gli elementali al loro massimo potere e quindi cambiare radicalmente il mondo di Ooo. Dopo aver fallito nel rapire Gommarosa, Principessa Gelatina e Fiamma (gli altri elementali) dichiara che riuscirà lo stesso nel suo intento e decide di iniziare ad agire dietro le quinte.

## Cinque brevi tavole
Re Ghiaccio racconta cinque storielle (in stile Cuber) sul mondo di Fiona e Cake.

## La battaglia delle band
Finn è depresso per la rottura della Finnspada allora Jake e Gommarosa decidono di dargli il ruolo da giudice nella battaglia delle band, per distrarlo e farlo divertire. Finn decreta che il vincitore è il Buco Musicale (che nemmeno sapeva di stare partecipando), un buco senziente che canta ininterrottamente da moltissimi anni con una bellissima voce di donna, ma che può solo essere sentita dagli innocenti o da coloro che hanno sofferto molto (Finn la sente data la disperazione per aver rotto la Finnspada).

## Il torneo di carte bellicose
Jake chiede a sua figlia Charlie di partecipare con lui ad un torneo di Carte Bellicose. La cagnolina accetta, ma in cambio vuole che il padre gli consegni un suo osso. Grazie a quest'ultimo Charlie riesce con un rito ad avere una visione del suo futuro, grazie alla quale diventa più esperta e saggia. Riesce anche a cambiare in meglio Jake, che nonostante la sconfitta in finale si complimenta con gli avversari e stringe loro la mano.

## Il dottor Disgusto
Finn, Jake e Marisol trovano un posto segreto dentro Bellotopia finche una strana navicella sbuca dal terreno, e trovano Tiffany, il quale era scomparso mangiato dalla regina dei vermi in una stagione precedente, mentre adesso ha anche un braccio robotico. Dentro la navicella Marisol si comporta in modo molto strano e apre le porte facilmente, dando l'impressione di conoscerla la navicella. Qui i tre fanno la conoscenza del Dottor Disgusto che gli mostra una stanza dove sono rinchiusi animali piuttosto bizzarri come uno metà gallina e metà ape, uno scorpiattolo, cioè uno scoiattolo con la coda di scorpione e un'anguilla gigante, finita la visita il Dottor Disgusto porta i tre in un'altra stanza dove da loro dei lecca-lecca anche se Marisol comincia a insospettirsi, poco dopo il Dottor Disgusto si toglie la tuta e si rivela un cyborg, all'improvviso Finn, Jake e Marisol sentono di non potersi più muovere, infatti il Dottor disgusto aveva messo qualcosa nei lecca-lecca che li ha immobilizzati.
Il Dottor Disgusto rivela così il suo piano, trasformare i tre in dei cyborg proprio come lei, ma, quando toglie il cappello a Marisol, scopre che quest'ultima non aveva affatto mangiato il lecca-lecca e aveva solo finto di stare immobile così, dopo aver steso il Dottor Disgusto e Tiffany afferra Finn e Jake e scappa. Il dottore ipnotizza gli animali di prima e gli ordina di catturare i tre, ma Marisol riesce a sconfiggerli, anche se vengono catturati subito. Tiffany però si rende conto di quello che il suo capo sta facendo e la ostacola permettendo ai suoi amici di fuggire fuori dalla navicella, che intanto sprofonda nel terreno; si sente un'esplosione, Finn e Jake riescono ancora a muoversi e notano che anche gli animali sono usciti e adesso si trovano in libertà. Tutto sembra essere finito, ma la situazione precipita quando i tre vedono anche l'anguilla elettrica gigante si è liberata, e nel voler andarsene si dirige verso Dolcelandia, allora i tre si mettono al suo inseguimento per fermarlo prima che combini disastri per il regno.

## Finn in pericolo
Finn, Jake e Marisol devono fermare un'anguilla gigante (vista nell'episodio precedente) prima che arrivi a Dolcelandia, Marisol le salta addosso, ma visto che non è immune all'elettricità, viene scaraventata via, l'anguilla viene sconfitta da Jake e chiede a Gommarosa di mandare soccorsi, Marisol si rivela essere anche lei un cyborg. I fulmini dell'anguilla elettrica la mandano in tilt e finisce per comportarsi in modo strano: prima di tutto afferra e lancia via Jake, poi quando arrivano le guardie banana per salvare Finn vengono messi K.O. da Marisol. Nel frattempo Finn viene salvato dalla principessa che lo porta a Dolcelandia, Marisol si mette al loro inseguimento e il guardiano portagomma nel tentativo di fermarla la fa diventare così forzuta e potente che sconfigge anche Robogommo, facendolo a pezzi. Poi riprende Finn e arrivano alla spiaggia, dove però ritorna Jake a salvare l'amico.
Inizia così uno scontro tra Marisol e Finn che si è messo nella Jake tuta il ragazzo sembra avere la meglio, ma dopo che getta Marisol in mare, questa riemerge infuriata sollevando una grossa ancora e gettandola su Jake che finisce K.O. Allora Finn decide di affrontarla da sola, ma rischia grosso, riesce solo a danneggiarle l'antenna che si distrugge e Marisol ritorna in sé ed è un'umana normale, ma la spada d'erba rimasta nel corpo di Finn stende la forzuta facendole gravemente male, la spada d'erba poi si avvolge attorno alla Finnspada staccandosi da Finn, il quale perde anche il braccio mentre sul punto dove c'era la Finnspada adesso c'era un altro Finn, ma fatto d'erba.

## Finn d'Erba
Il Finn d'Erba creatosi nell'episodio precedente crede di essere il vero avventuriero e si dirige verso la casa albero, mentre Finn e Jake sono in ospedale per le ferite riportate nello scontro con Marisol. Ma il Finn d'Erba, una volta accortosi di non essere un umano, dà di matto e inizia a mettere a soqquadro la casa. BMO allora chiama Finn che, dotato di un nuovo braccio robotico, insieme a Jake raggiunge la casa. Qui i due avventurieri riescono a calmare Finn d'Erba con una Finn Tortina e decidono di aiutarlo a ritrovare sé stesso e ad insegnargli ad essere un eroe.

## Dottor Finn
Mentre Finn si prende cura dei pazienti all'ospedale di Dolcelandia, per rimediare alle ferite causate non intenzionalmente a Marisol, Finn d'Erba, ribattezzato Felce (ossia anche fern), combatte contro alcuni cattivi e impara da Jake a comportarsi bene.

## Sfida allo skatepark
La figlia di Kim Kil Whan, Bronwyn, peggiora sempre di più nello studio e Jake si offre per andare a parlare con lei, ma quando la segue fino allo skate park finisce per diventare più tosto di lei agli occhi dei suoi amici, tanto che Bronwyn, accecata dall'invidia, sfida il nonno a gareggiare sullo skate contro di lei. Il vincitore sarebbe stato "il più tosto", mentre il perdente sarebbe stato bandito dallo skate park: Jake accetta. Quella stessa notte però, la sfida si conclude in pareggio e Kim Kil Whan riesce a parlare con Bronwyn e i due si riconciliano facendo pace.

## Creature dallo spazio
Gommarosa organizza un programma spaziale per creare colonie su pianeti disabitati, per prevenire un eventuale distruzione di Ooo. Ma una delle navicelle contenenti i coloni sbarca su un pianeta abitato da alcuni extraterrestri, tra cui il marito alieno di Melaverde, e inizia a contaminarli con i parassiti del dolciume. Perciò Melaverde mostra alla Principessa la situazione e la convince a terminare il programma. Comunque l'elefantina, grazie al suo marito alieno, riesce a trovare nuovi pianeti disabitati sui quali costruire le colonie di Dolcelandia.

## Il ritorno di James Baxter
Dopo che il suo pallone da spiaggia si rompe in un incidente, James Baxter cade in depressione e non ha più la forza per far ridere nessuno. Alla fine, nonostante Jake e BMO trovino un altro pallone nella discarica della Principessa Mercerina, James Baxter decide che la sua nuova arma per far ridere sarà la break dance.

## Le caramelle hanno potere
Gommarosa impara ad usare il suo potere per sparare i dolciumi, grazie all'aiuto del precedente elementale del dolce Ciaccabacca, e sconfigge grazie ad esso un'entità di ghiaccio che minacciava Dolcelandia (entità probabilmente controllata da Pazienza St. Pim, come parte del suo piano riguardante gli elementali).

## L'invito
Ad Ooo arriva uno strano macchinario simile ad una manta che cerca degli umani ferendo gli abitanti di Dolcelandia. Jake e Finn distruggono il macchinario e BMO riesce a ricavare informazioni da esso, intanto Marisol si risveglia e vedendo la manta ricorda il suo passato. BMO stampa una mappa che conduce ad un'isola dove probabilmente si trovano gli umani. Gli eroi allora decidono di imbarcarsi per l'isola insieme a Marisol e BMO.

## Strani incontri nell'oceano
In mare, Finn, Jake, BMO e Marisol incontrano un simpatico drago, ma che parla troppo e si offende terribilmente quando ciò gli viene detto. Il drago perciò rompe la barca degli avventurieri, ma si pente e si offre di soffiare un vento che porti la compagnia vicino all'isola, superando molti dei pericoli della traversata. Il drago perciò soffia e gli avventurieri arrivano al limite dell'isola, ma qui vengono attaccati dal Colosso a guardia, che li getta in mare.

## Naufraghi
Dopo il naufragio, Finn è finito su un'isola dove il tempo meteorologico è apparentemente impazzito e a enormi tempeste si alternano giornate di sole cocente. Finn incontra Alva, una vecchietta svedese che sembra essere l'unica abitante dell'isola. Dai filmati mostrati dalla signora, una volta l'isola era abitata da molti più umani, ma il cambiamento del tempo e l'arrivo di bestie selvagge ne ha uccisi la maggior parte. Infine sull'isola arriva anche Jake e da una mappa di Alva gli avventurieri capiscono che ci sono altre isole intorno a quella degli umani, quindi la ricerca sarà ancora lunga. Mentre Marisol sembra ancora dispersa, BMO sembra essere finito in una simulazione del mondo reale e si rilassa sulla Luna.

## La realtà virtuale
Finn e Jake arrivano in un'isola tecnologica dove dovrebbe esserci BMO. Lo trovano intento a giocare alla realtà virtuale e scoprono che in quel mondo lui è una specie di re. Il robot non vuole andarsene perciò Jake spegne il generatore che da vita alla realtà virtuale. Ma questo fa arrabbiare BMO e i vecchi umani, che giocavano da molto tempo e ora non hanno niente con cui distrarsi, perciò la realtà virtuale viene riattivata e gli umani tornano a giocare. Infine Finn e Jake convincono BMO a venire con loro e partono verso la prossima isola.

## Nascondersi
Arrivata sull'isola degli umani, Marisol inizia ad avere dei ricordi sulla sua vita lì. Marisol, il cui vero nome è Kara, era una cercatrice in addestramento il cui compito è portare indietro coloro che cercano di fuggire dall'isola. Kara è amica di Frieda che esprime il desiderio di fuggire che causa a Kara un certo disagio. Si avvicina al dottor Disgusto chiedendo se possono vivere fuori dall'isola. Quando il dottor Disgusto la convince che l'esterno è pericoloso, impediscono a Frieda di andarsene, trascinandola via piangendo. Nel presente, Susan dice a Finn il suo vero nome.

## Minerva e Martin
L'episodio ci mostra come i genitori biologici di Finn, Minerva e Martin, si sono conosciuti.
Martin fu catturato dai cercatori che avevano erroneamente creduto che stesse tentando di lasciare l'isola con un gruppo di fuggitivi. Durante la cattura Martin si ruppe le gambe, perciò venne portato in ospedale dalla dottoressa Minerva. I due si innamorarono e concepirono Finn. Una sera però dei rivali di Martin (gli stessi che avevano provocato l'arresto) si presentano in casa e lo inseguono. La fuga lo porta su una zattera con il neonato, ma il Guardiano (gigantesco robot creato per impedire agli abitanti dell'isola di fuggire) pensa che i due vogliano scappare perciò li attacca. Martin riesce a mettere fuori gioco il robot, ma finisce in mare mentre la zattera con il piccolo Finn si allontana verso l'oceano. Alla mattina, Minerva osserva sconsolata il mare ed è triste per la scomparsa di suo marito e suo figlio.
Nel presente, Finn, Jake, BMO e Marisol si dirigono con una barca verso l'isola degli umani.

## Finn conosce sua madre
Il gruppo arriva finalmente all'isola e scoprono che ci sono veramente altri umani, Marisol incontra una sua vecchia conoscenza, la sua amica Frieda mentre Finn fa la conoscenza di sua madre, la quale gli racconta che cos'è successo dopo la scomparsa di lui e Martin.
Dopo la scomparsa Dottor Disgusto mandó Kara a ritrovare i due fuggitivi, ma lei non tornò mai (infatti finì ad Ooo e diventò Marisol la Forzuta). Alcuni anni dopo, gli esperimenti di Disgusto causarono l'epidemia di un terribile virus, che iniziò a sterminare la popolazione dell'isola. Per salvare tutti, Minerva caricó la sua memoria su un computer e la trasmise a centinaia di androidi, che aiutarono gli umani a superare l'epidemia.

## Via dall'isola
Minerva dice a Finn che dovrebbe rimanere sull'isola, dato lì tutti sono felici e il mondo è pericoloso. Ma Finn la convince, grazie ai suoi ricordi, a farlo partire per tornare a casa. Nel frattempo Marisol ha trovato Frieda e anche lei se ne vuole andare. Così, il Guardiano viene finalmente spento e Finn, Jake e BMO si dirigono verso Ooo con una nuova nave, mentre Marisol e Frieda partono per vivere nuove avventure da sole.